# Římskokatolická farnost Velká nad Veličkou
Římskokatolická farnost Velká nad Veličkou je územní společenství římských katolíků s farním kostelem svaté Máří Magdaleny v děkanátu Veselí nad Moravou. Součástí farnosti je kromě Velké nad Veličkou obec Javorník.

## Historie farnosti
Původně gotický kostel svaté Máří Magdaleny byl postaven ve 14. století. Ten byl pobořen při nájezdu Tatarů v roce 1663. Z původní stavby zůstal jen závěr zaklenutý gotickou křížovou klenbou. V roce 1756 byla ke kostelu přistavěna barokní loď. Roku 1951 byl kostel rozšířen. 

## Duchovní správci
Od července 2014 je farářem R. D. ThDr. Josef Vysloužil, PhD.

## Bohoslužby
Aktuální program bohoslužeb včetně intencí a týdenních ohlášek najdete na oficiálním webu farnosti http://farnostvelka.cz/bohosluzby/
| Kostel               | Místo              | Bohoslužba (den)    | Hodina                                    | Poznámka     |
| -------------------- | ------------------ | ------------------- | ----------------------------------------- | ------------ |
| svaté Máří Magdaleny | Velká nad Veličkou | neděle středa pátek | 10.45 17.00 (zimní čas)/18.30 (letní čas) | farní kostel |

## Aktivity ve farnosti
V období kolem svátku patronky kostela sv. Maří Magdaleny (22. července) se zde koná hodová mše svatá, která v neděli završuje zdejší Horňácké slavnosti. 
Ve farnosti se každoročně slaví první svaté přijímání a každých pět let se koná udělování svátosti biřmování. Naposled v červnu 2019 zde tuto svátost uděloval biskup Josef Nuzík. 
Pravidelně se zde koná tříkrálová sbírka.